# Cyriaque Gillain
Cyriaque Cyprien Gillain (1857. augusztus 11. – 1931.) belga katonatiszt és a belga hadsereg vezérkari főnöke volt az első világháború utolsó hónapjaiban.

## Pályafutása
Gillain 1875-ben közkatonaként lépett be a hadseregbe. 1878-ban azonban beiratkozott a katonatiszti iskolába és két évvel később tiszti rendfokozatot (alhadnagy) kapott a lovasságnál. 1886-ban a katonai akadémián végzett tanulmányokat és 1888-ban elérte a hadnagyi rendfokozatot.
Tiszti pályafutását Belga-Kongóban kezdte 1888-ban, ahol 1896-ig minden jelentősebb katonai műveletben részt vett. Európába visszatérve Mallet és Mersch tábornokok mellett teljesített szárnysegédi szolgálatot. 1906-ban őrnaggyá, majd 1909-ben alezredessé léptették elő.
1913-ban kinevezték a 4. lándzsások (4e lanciers) ezredesének. Nem sokkal ezt követően Európában kitört az első világháború és a Német Birodalom lerohanta Belgiumot. Két hónappal az első támadás után Gillain-t kinevezték az I. lovasezred parancsnokává, és ebben a minőségében részt vett az ijzer-i csatában. 1915. január 12-én vezérőrnaggyá, majd 1917. január 6-án vezérezredessé léptették elő és hadosztályparancsnoki kinevezést kapott.
1918 áprilisában kinevezték a belga hadsereg vezérkari főnökének. 1918. május 23-án Foch marsall a Becsületrenddel tüntette ki.